# Pólko (powiat elbląski)
Pólko – osada w Polsce położona w województwie warmińsko-mazurskim, w powiecie elbląskim, w gminie Pasłęk. Miejscowość wchodzi w skład sołectwa Sakówko.
W latach 1975–1998 miejscowość administracyjnie należała do województwa elbląskiego.